# Australian Labor Party
The Australian Labor Party er et australsk centrum-venstre socialdemokratisk parti, som er formelt knyttet til den australske fagbevægelse.
Partiet blev grundlagt i 1891, hvilket gør det til Australiens ældste politiske parti. På landsplan har partiet været i opposition fra 1996 til 2007, efter tidligere at have været i regering siden 1983. Fra 2002 dannede partiet i en årrække regering i alle seks delstater og begge territoriale områder, mens det pr. 2025 er i regering i New South Wales, South Australia, Victoria, Western Australia og Australian Capital Territory. 
Ved parlamentsvalget i maj 2022 opnåede partiet en valgsejr over The Coalition, og Labor Party kunne danne ny regering med partiets leder Anthony Albanese i spidsen. Han genvandt regeringsmagten ved valget i 2025.
Partiet har tidligere med dets tidligere politiske leder Kevin Rudd som Australiens premierminister været i regering i perioden 2007-2010 og igen i 2013 og i nogle år herefter. 